# Pablo Rotchen
Pablo Oscar Rotchen Suárez (født 23. april 1973 i Buenos Aires, Argentina) er en argentinsk tidligere fodboldspiller (midterforsvarer).
Rotchens klubkarriere blev tilbragt i henholdsvis Independiente i hjemlandet, RCD Espanyol i Spanien samt CF Monterrey i Mexico. Han var med til at vinde det argentinske mesterskab med Independiente og det mexicanske mesterskab med Monterrey, mens det med Espanyol blev til en titel i pokalturneringen Copa del Rey.
Rotchen spillede desuden fire kampe for Argentinas landshold. Han var med i truppen til både Confederations Cup 1995 og Copa América i 1997.

## Titler
Primera División Argentina
- 1994 (Clausura) med Independiente

Supercopa Sudamericana
- 1994 og 1995 med Independiente

Recopa Sudamericana
- 1995 med Independiente

Copa del Rey
- 2000 med Espanyol

Liga MX
- 2003 (Clausura) med Monterrey